# Ібрагім Джейлан
Ібрагім Джейлан Гашу (амх. ዕብራህም ጅእላን ጋሹ, англ. Ibrahim Jeilan Gashu; нар. 12 червня 1989) — ефіопський легкоатлет, який спеціалізувався в бігу на довгі дистанції.

## Спортивні досягнення
Чемпіон світу (2011) та срібний призер чемпіонату світу (2013) з бігу на 10000 метрів.
Чемпіон світу з кросу серед дорослих в командному заліку (2017).
Чемпіон світу з кросу серед юніорів в особистому заліку (2008). Двічі срібний призер чемпіонатів світу з кросу серед юніорів у командному заліку (2006, 2008).
Чемпіон світу серед юніорів (2008) та бронзовий призер чемпіонату світу серед юніорів (2006) з бігу на 10000 метрів.
Срібний призер чемпіонату світу серед юнаків з бігу на 3000 метрів (2008).
Срібний призер чемпіонату Африки з бігу на 10000 метрів (2008).
Чемпіон Африканських ігор з бігу на 10000 метрів (2011).
Чемпіон Ефіопії з бігу на 5000 метрів (2014) та 10000 метрів (2006).